# Южное (Ингушетия)
Ю́жное — село в Малгобекском районе Республики Ингушетия.
Образует муниципальное образование сельское поселение Южное, как единственный населённый пункт в его составе.

## География
Село расположено в северной части Ингушетии, у южного склона Терского хребта и, таким образом — у северной границы Алханчуртской долины. К северу от села находится станица Вознесенская, к югу — оросительный канал Западная ветвь Алханчуртского канала.
Находится в 16 км к востоку от районного центра, города Малгобек, и в 48 км к северу от города Магас (расстояния по дороге). Через село проходит автомобильная дорога регионального значения Р-296 Моздок — Чермен — Владикавказ.

## История
В 1959 году указом Президиума Верховного Совета РСФСР посёлок усадьбы Малгобекской МТС был переименован в посёлок Южный. Встречаются, однако, данные, что село было образовано позже — в 1963 году, на базе колхоза «Кавказ» (председатель — И. Д. Шелест). В 1965 году в селе заработала начальная школа. По данным 1983 года население села составляло лишь около 230 человек.
По состоянию на 1 января 1990 года посёлок Южный входил в состав Вознесенского сельсовета (с центром в станице Вознесенской) и насчитывал 368 человек наличного населения.

## Население
| 2010  | 2011  | 2012  | 2013  | 2014  | 2015  | 2016  |
| ----- | ----- | ----- | ----- | ----- | ----- | ----- |
| 911   | ↗914  | ↗959  | ↗1014 | ↗1080 | ↗1134 | ↗1189 |
| 2017  | 2018  | 2019  | 2020  | 2021  | 2023  | 2024  |
| ↗1217 | ↗1262 | ↗1301 | ↗1326 | ↘1089 | ↗1121 | ↗1131 |
| 2025  |       |       |       |       |       |       |
| ↗1158 |       |       |       |       |       |       |

Национальный состав
По данным Всероссийской переписи населения 2010 года:
| № | Национальность | Численность, чел. | Доля    |
| - | -------------- | ----------------- | ------- |
| 1 | ингуши         | 784               | 86,06 % |
| 2 | чеченцы        | 94                | 10,32 % |
| 3 | турки          | 20                | 2,20 %  |
| 4 | русские        | 11                | 1,21 %  |
| 5 | другие         | 2                 | 0,22 %  |